# Basketbalteam van de Sovjet-Unie (vrouwen)
Het Nationaal basketbalteam van de Sovjet-Unie was een team van basketballers dat de Sovjet-Unie vertegenwoordigde in internationale wedstrijden.
De Sovjet-Unie was met de vele behaalde kampioenschappen een van de beste basketballanden ter wereld. Na de val van het communisme in 1991 is de Sovjet-Unie in vele landen uiteengevallen.

## De Sovjet-Unie tijdens internationale toernooien

### Wereldkampioenschap basketbal
- WK Basketbal 1953: deden niet mee
- WK Basketbal 1957:
- WK Basketbal 1959:
- WK Basketbal 1964:
- WK Basketbal 1967:
- WK Basketbal 1971:
- WK Basketbal 1975:
- WK Basketbal 1979: geboycot
- WK Basketbal 1983:
- WK Basketbal 1986:
- WK Basketbal 1990: 5e

### Eurobasket
- Eurobasket vrouwen 1950:
- Eurobasket vrouwen 1952:
- Eurobasket vrouwen 1954:
- Eurobasket vrouwen 1956:
- Eurobasket vrouwen 1958:
- Eurobasket vrouwen 1960:
- Eurobasket vrouwen 1962:
- Eurobasket vrouwen 1964:
- Eurobasket vrouwen 1966:
- Eurobasket vrouwen 1968:
- Eurobasket vrouwen 1970:
- Eurobasket vrouwen 1972:
- Eurobasket vrouwen 1974:
- Eurobasket vrouwen 1976:
- Eurobasket vrouwen 1980:
- Eurobasket vrouwen 1981:
- Eurobasket vrouwen 1983:
- Eurobasket vrouwen 1985:
- Eurobasket vrouwen 1987:
- Eurobasket vrouwen 1989:
- Eurobasket vrouwen 1991:

### Olympische Spelen
- Olympische Spelen 1976:
- Olympische Spelen 1980:
- Olympische Spelen 1984: geboycot
- Olympische Spelen 1988:

### Vriendschapsspelen
- Vriendschapsspelen 1984:

### Goodwill Games
- Goodwill Games 1986:
- Goodwill Games 1990:

## Coaches
- - Konstantin Travin (1950-1952)
- - Joann Lõssov (1952-1956)
- - Vladimir Gorochov (1956-1957)
- - Stepas Butautas (1958-1964)
- - Lidia Aleksejeva (1964-1985)
- - Vadim Kapranov (1985-1986)
- - Leonid Jatsjmenjov (1986-1988)
- - Jevgeni Gomelski (1989-1991)

## Aanvoerders
- - Lidia Aleksejeva (1950-1956)
- - Nina Maksimeljanova (1957-1959)
- - Ljoedmila Edeleva (1960-1961)
- - Nina Poznanskaja (1962-1967)
- - Nelli Fominych (1968-1969)
- - Nadezjda Zacharova (1970-1976)
- - Angelė Jankūnaitė-Rupšienė (1977-1980)
- - Tatjana Ovetsjkina (1980)
- - Olga Boerjakina (1986)